# Slavonia Orientală, Baranja și Syrmia de Vest
Slavonia Orientală, Baranja și Syrmia de Vest (în sârbă Источна Славонија, Барања и Западни Срем/ Istočna Slavonija, Baranja i Zapadni Srem; în croată Istočna Slavonija, Baranja i Zapadni Srijem), prescurtat ca Slavonia Orientală a fost o entitate paralelă sârbă de scurtă durată de pe teritoriul Croației, de-a lungul Dunării. Aceasta a cuprins același teritoriu cu Regiunea Autonomă Sârbă Slavonia Orientală, Baranja și Syrmia de Vest, formată în 1991 și era o exclavă integrată în autoproclamata Republica Sârbă Krajina (RSK). Când RSK a fost învinsă la sfârșitul Războiului de Independență al Croației în 1995, teritoriul Slavoniei Orientale a rămas sub control sârb pentru încă trei ani, perioadă în care au avut loc schimbări semnificative care au condus în cele din urmă la reintegrarea pașnică prin intermediul Administrației Tranziționale a Națiunilor Unite pentru Slavonia Orientală, Baranja și Syrmia de Vest (UNTAES).
În intervalul august 1995 – ianuarie 1996, regiunea a funcționat ca o rămășiță teritorială a Republicii Sârbe Krajina. Această perioadă a fost marcată de insecuritate crescută și așteptarea unei ofensive militare croate. O soluție diplomatică care a evitat conflictul în Slavonia Orientală a fost atinsă pe 12 noiembrie 1995, prin semnarea Acordului de la Erdut, cu sprijin și facilitare semnificativă din partea comunității internaționale (în principal Statele Unite, Națiunile Unite și diverși actori europeni).
Ca urmare a faptului că UNTAES a devenit guvernul efectiv al regiunii, începând cu ianuarie 1996, instituțiile locale paralele ale Slavoniei Orientale, Baranja și Syrmia de Vest au început să funcționeze în principal ca instituții reprezentative consociaționale ale comunității sârbe din regiune. Ca atare, acestea au fost recunoscute și implicate în inițiative elaborate de împărțire a puterii de către UNTAES, însă au fost treptat desființate pe măsură ce comunitatea sârbă locală s-a integrat tot mai mult și a fost implicată în împărțirea puterii în instituțiile de stat și societate croate obișnuite. În același timp, refugiații croați și oficialii statului croat care au părăsit regiunea, precum și instituțiile croate, au revenit treptat în zonă.
Odată cu desființarea organismelor paralele sârbe din Slavonia Orientală, Baranja și Syrmia de Vest, comunitatea sârbă locală a început să își exercite dreptul de a înființa instituții și organisme regulate de autoguvernare culturală. Principala dintre acestea a fost Consiliul Comun al Municipalităților, un organism consultativ inter-municipal ales, sui generis, creat pentru a susține interesele comunității sârbe din regiune. Acest proces a avut consecințe pentru întreaga Croație, deoarece a permis și crearea altor organisme la nivel național, precum Consiliul Național Sârb. Comunitatea internațională a rămas prezentă în regiune, în special în calitate de observatori, prin intermediul Grupului de Suport al Poliției Civile a Națiunilor Unite (16 ianuarie 1998 – 15 octombrie 1998) și Misiunea OSCE în Croația (1996–2007).

## Istorie
Slavonia Orientală, Baranja și Syrmia de Vest a fost formată din singura parte a Republicii Sârbe Krajina (RSK) care nu a fost cucerită militar de forțele guvernamentale croate în august 1995. După Operațiunea Furtuna din august 1995, prin care majoritatea Republica Sârbe Krajina a fost adusă sub controlul croat, Slavonia Orientală, Baranja și Syrmia de Vest a devenit un teritoriu auto-guvernat de facto. Imediat după finalizarea operațiunii Furtuna, președintele american Bill Clinton, în cadrul unei inițiative pentru a pune capăt războiului în Bosnia, a declarat că trebuie să existe „... un plan pe termen lung pentru o soluție durabilă a situației din Slavonia Orientală... bazat pe suveranitatea croată și pe principiile enunțate în planul Z-4”.
Croația în această perioadă a ezitat între o soluție diplomatică sau militară, dar din cauza presiunii puternice din partea comunității internaționale, posibilitatea intervenției militare a fost respinsă.
În noiembrie 1995, liderii sârbi locali au semnat Acordul de la Erdut, prin care a fost convenită eventuala reintegrare a acestei regiuni în Croația. Acordul Erdut a fost o parte a negocierilor în cadrul conferinței Acordului de la Dayton. Cu toate acestea, încă din 2007, echipa de negocieri croată nu acceptase planul Z-4 propus de președintele Bill Clinton ca bază pentru negocieri.

## Geografie
Teritoriul fostei Slavonii Orientale, Baranja și Syrmia de Vest face parte din Bazinul Pannoic central european. Granița de est a regiunii a fost în mare parte fluviul Dunărea, în timp ce aproximativ o treime din granița de vest era pe râul Drava. Parcul Natural Kopački rit a fost situat în apropierea confluenței râului Drava cu Dunărea și a constituit o barieră geografică majoră - nu existau legături rutiere sau feroviare între Baranja și părțile de sud ale teritoriului, decât prin Serbia. 

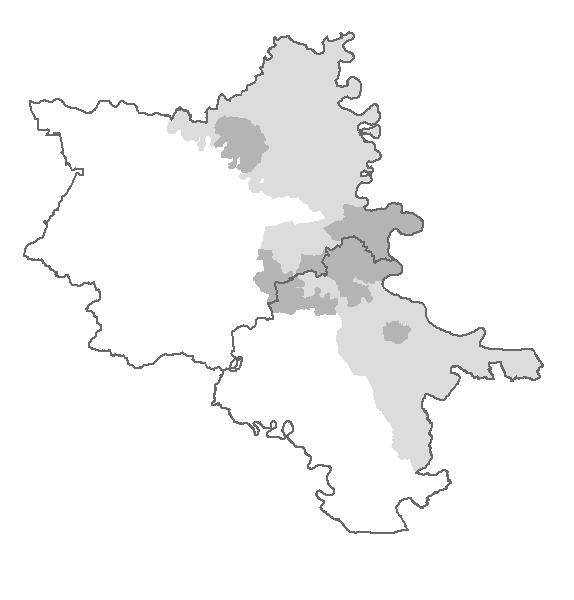
Hartă

Alte granițe nu erau granițe naturale: granița cu Ungaria în nord a existat din perioda Regatului Sârbilor, Croaților și Slovenilor, granița de est cu RF Iugoslavia a existat parțial din timpul Regatului Slavoniei (pe Dunăre) și a fost parțial stabilită la formarea RSF Iugoslavia, în timp ce granița cu restul Croației în vest și sud s-a format după ce fronturile au fost stabilite în prima fază a Războiului de Independență al Croației. 
Slavonia Orientală, Baranja și Syrmia de Vest a avut pe teritoriul său 124 de așezări, cu un total de 193.510 locuitori, astfel încât era cel mai mare Oblast Autonom Sârb (Српска аутономна област) după populație de pe teritoriul Croației.  
Slavonia Orientală este o zonă în mare parte plată, cu cel mai bun tip de sol în care agricultura este foarte dezvoltată, în special câmpurile de grâu. De asemenea, are mai multe păduri, precum și podgorii. 
Câmpurile petroliere Đeletovci sunt situate între așezările Đeletovci, Banovci și Nijemci. 
Traficul pe Autostrada Frăției și Unității (astăzi A3) a fost întrerupt odată cu formarea Slavoniei Orientale, Baranja și Syrmia de Vest. Transportul de apă peste Dunăre a continuat neobstrucționat. Râul Drava nu era navigabil în acea perioadă. Linia feroviară dintre Zagreb și Belgrad și transportul auto dintre Budapesta și Sarajevo au fost, de asemenea, închise. 

## Guvern

### Președinții Comitetului de Coordonare
- Slavko Dokmanović (7 august 1995 - 1996)
- Goran Hadžić (1996 - 15 ianuarie 1998)

### Președinții Comitetului Executiv
- Borislav Držajić (7 august 1995 - 1996)
- Vojislav Stanimirović (1996 - 15 ianuarie 1998)